# جامعة الضعين
جامعة الضعين هي جامعة سودانية حكومية تتبع لوزارة التعليم العالي والبحث العلمي في السودان تأسست في العام 2016. توجد الجامعة بولاية شرق دارفور وبها عدد من الكليات والمراكز البحثية المتطورة.

## الكليات
تضم الجامعة الكليات التالية:
- كلية الطب والجراحة: تمنح درجة البكالوريوس في خمس سنوات (عشرة فصول دراسية). و يرفق بكلية الطب أو الكليات الطبية عامة مستشفى الضعين الرئيسي، بالإضافة إلى وجود معمل للمهارات يحتوي على كافة مستلزمات الطالب الطبية، وأيضا يوجد كديبرين (جثتين) في المشرحة الخاصة بالجامعة، ويزورها كبار الدكاترة الذين يدرسون بالجامعات السودانية سواء كانت خاصة أم حكومية مثل جامعة بحري وجامعه الرازي والرباط و أخرى.
- كلية علوم المختبرات الطبية: تمنح درجة بكالوريوس الشرف في أربع سنوات ( ثمانية فصول دراسية).
- كلية التمريض: تمنح درجة البكالوريوس في أربع سنوات (ثمانية فصول دراسية).
- كلية العلوم الإدارية: تمنح درجة البكالوريوس في أربع سنوات (ثمانية فصول دراسية) في التخصصات التالية:-
- (المحاسبة – إدارة الأعمال).
- كلية الحاسوب وتقانة المعلومات: تمنح درجة البكالوريوس في أربع سنوات (ثمانية فصول دراسية) في التخصصات التالية:-
- علوم الحاسوب – تقانة المعلومات.
- كلية التربية: تمنح درجة البكالوريوس في أربع سنوات (ثمانية فصول دراسية) في التخصصات التالية: (اللغة العربية، الدراسات الإسلامية، الفيزياء والرياضيات، اللغة الإنجليزية، الجغرافيا والتاريخ).
- كلية القانون: تمنح درجة البكالوريوس في أربع سنوات (ثمانية فصول دراسية).
- كلية الدعوة والدراسات الإسلامية تمنح درجة البكالوريوس العام في الأقسام التالية: (الدعوة، الدراسات الإسلامية).
- كلية الهندسة: تمنح درجة البكالوريوس في خمس سنوات (عشرة فصول دراسية) في الأقسام التالية: (الهندسة الميكانيكية، الهندسة المدنية، الهندسة الكهربائية والإلكترونية، هندسة التعدين).
- كلية الإنتاج الحيواني: تمنح درجة بكالوريوس الشرف في خمس سنوات(عشرة فصول دراسية).
- كلية الدراسات التنموية (أبو مطارق): تمنح درجة بكالوريوس الشرف في التخصصات التالية (التنمية الاقتصادية، تنمية المجتمع، الاجتماع والأنثرولوجيا).

## وصلات خارجية
- الموقع الرسمي للجامعة نسخة محفوظة 28 سبتمبر 2018 على موقع واي باك مشين.